# Burn (singolo Deep Purple)
Burn è un brano dei Deep Purple contenuto nell'album Burn del 1974, e primo pezzo della formazione Mark III. Venne pubblicato anche come singolo e come EP.

## Tracce

### Singolo
Lato A
1. Burn – 3:42 (Ritchie Blackmore, Jon Lord, Ian Paice, David Coverdale)

Lato B
1. Coronarias Redig – 4:50 (Ritchie Blackmore, Jon Lord, Ian Paice)

### EP
Lato A
1. Burn (Ritchie Blackmore, Jon Lord, Ian Paice, David Coverdale)

Lato B
1. Lay Down, Stay Down (Ritchie Blackmore, Jon Lord, Ian Paice)
2. You Fool No One (Ritchie Blackmore, Jon Lord, Ian Paice)

## I brani
La canzone è nata nelle sessioni di settembre 1973 al Clearwell Castle durante le quali il gruppo ha composto l'album Burn. Il riff di chitarra è ispirato a Fascinating Rhythm di George Gershwin, mentre il testo è stato scritto da David Coverdale sui temi della mitologia e della demonologia su richiesta di Ritchie Blackmore.
Burn ha sostituito Highway Star come pezzo di apertura dei concerti del gruppo, tra cui quello al California Jam Festival il 6 aprile 1974, due mesi dopo l'uscita dell'album.
Dopo la riunione dei Deep Purple nel 1984, la canzone non è più stata suonata dal vivo dato che Ian Gillan, che David Coverdale aveva sostituito nel 1973, non volle cantare pezzi dell'era di Coverdale. Nonostante ciò, Blackmore era solito suonare fra il 1984 e 1985 il riff iniziale insieme a Speed King. Il gruppo ha riproposto Burn dal vivo nel 1991, quando Ian Gillan è stato rimpiazzato per un breve periodo da Joe Lynn Turner.
Dopo lo scioglimento dei Deep Purple nel 1976, Coverdale ha suonato Burn dal vivo con gli Whitesnake insieme ad altri pezzi dei Deep Purple (Lady Double Dealer, Lady Luck,  Mistreated, Might Just Take Your Life, Soldier of Fortune e Stormbringer). Inoltre è presente sull'album del 2015 The Purple Album.
Anche Glenn Hughes suona regolarmente il pezzo nei suoi concerti da solista e con i Black Country Communion.

## Cover
- I Riot hanno fatto una cover della canzone sul loro album Nightbreaker del 1994.
- I Mr. Big hanno messo una cover di Burn sul lato B del loro singolo Superfantastic e inoltre ne suonano spesso una versione strumentale dal vivo.
- I Demon Drive hanno messo una cover di Burn nel loro album di debutto, Burn Rubber, del 1995.
- I Cactus Jack hanno fatto una cover della canzone nel loro album Deep Purple Tribute del 2003.
- Una versione strumentale è presente nell'album Hands Without Shadows di Michael Angelo Batio del 2005.
- I Soilwork hanno inserito una cover della canzone nella riedizione di Steelbath Suicide.
- Jørn Lande l'ha inserita nei suoi album Starfire (2000) e Unlocking the Past (2006).
- Una cover degli W.A.S.P. doveva apparire sul loro album Dominator ma alla fine è stata inserita in quello successivo Babylon.
- Gli Animetal hanno usato il riff e gli assoli di Burn nella loro versione di Mazinger Z.
- Yngwie Malmsteen ha suonato la sua cover di Burn spesso dal vivo, alcune delle quali sono contenute in alcuni suoi video.
- I Loudness hanno inserito la loro cover nel loro tributo a Munetaka Higuchi del 2009, Munetaka Higuchi, Forever Our Hero.
- Gli Zed Yago realizzarono una cover della canzone per il loro album Pirates from Hell del 2010.

## Uso nei media
La canzone compare nel videogioco Guitar Hero: Warriors of Rock e nel film Quasi famosi.